# Червень 2018
Червень 2018 — шостий місяць 2018 року, що розпочався в п'ятницю 1 червня та закінчився в суботу 30 червня.

## Події
- 1 — 3 червня
  - У понад 80-ти містах світу пройшли акції на підтримку українського кінорежисера, кіберспортсмена, прозаїка та драматурга Олега Сенцова, що незаконно утримується в ув'язненні за Полярним колом у Російській Федерації та голодує більше 3 тижнів[1].
  - Джузеппе Конте став прем'єр-міністром Італії[2].
  - Парламент Іспанії підтримав вотум недовіри уряду Маріано Рахоя через корупційний скандал, новим прем'єр-міністром Іспанії став голова Соціалістичної партії Педро Санчес[3]
- 3 червня
  - Головний приз 47-го Київського міжнародного кінофестивалю «Молодість» отримав литовсько-польський фільм режисера Андріуса Блажевічюса «Святий»[4].
- 4 червня
  - Російський суд засудив українського журналіста Романа Сущенка до 12 років ув'язнення[5].
  - Корпорація Microsoft купила GitHub за 7,5 млрд доларів[6].
- 5 червня
  - Знайдено мертвим відомого українського кінорежисера-документаліста, мандрівника та продюсера Леоніда Кантера, автора документального фільму про захисників Донецького аеропорту[7].
  - В Чорнобилі розпочалася пожежа через загоряння сухої трави, вогонь поширився на лісовий масив площею 12 га, охопив територію Зони відчуження і частину «Рудого лісу».[8]
- 6 червня
  - Запуск космічного корабля «Союз МС-09» із трьома космонавтами-учасниками експедицій 56/57 до МКС[9].
  - Кількість жертв від виверження вулкану[en] Фуего досягло 99 осіб, ще близько 200 вважають зниклими безвісти[10].
- 7 червня
  - Верховна Рада України ухвалила закон про Вищий антикорупційний суд[11].
  - «Вашингтон Кепіталс» вперше в історії став переможцем Кубка Стенлі НХЛ сезону 2017—2018, здолавши у фіналі «Вегас Голден Найтс»[12].
- 8 червня
  - Розпочав роботу дводенний 44-й саміт G7 у Канаді. Головною темою для обговорення є проблема використання хімічної зброї на планеті.
  - «Голден-Стейт Ворріорс» ушосте став переможцем НБА, здолавши у фінальній серії сезону «Клівленд Кавальєрс»[13].
- 10 червня
  - Переможцем Відкритого чемпіонату Франції з тенісу серед чоловіків став Рафаель Надаль, серед жінок — Симона Халеп[14].
- 11 червня
  - Віталій Кличко першим з громадян України включений до Міжнародної зали боксерської слави[15].
- 12 червня
  - Президенти США і Південної Кореї Дональд Трамп і Кім Чен Ин зустрілися в Сінгапурі[16]
  - Український плавець Андрій Говоров переміг на етапі престижної змагальної серії «Маре Нострум»[en] на дистанції 50 метрів батерфляєм[17].
  - Україна в День Росії подала проти Росії позов до суду ООН[18][19]
- 13 червня
  - ФІФА ухвалила рішення, що Чемпіонат світу з футболу 2026 пройде одразу в трьох країнах — США, Мексиці і Канаді[20].
  - Помер Станіслав Говорухін, російський режисер, що підтримав Російську агресію в Криму та мав антиукраїнську позицію.[21]
- 14 червня
  - Європейський парламент ухвалив резолюцію із закликом звільнити Олега Сенцова та інших політичних в'язнів Росії[22].
  - В Росії стартував 21-й чемпіонат світу з футболу ФІФА. Це перший в історії мундіаль, який пройшов одразу в двох частинах світу — Європі та Азії.
- 15 червня
  - Вчені вперше зафіксували викид матерії з чорної діри, яка поглинула зірку з галактики Arp 299[23][24][25]
- 16 червня
  - Український школяр Валентин Фречка здобув золото на «Олімпіаді геніїв» у США, змаганні між учнями з різних країн у кількох категоріях[26].
- 17 червня
  - Греція і Македонія підписали угоду про зміну назви колишньої югославської республіки на Республіку Північна Македонія[27].
  - У Києві пройшов «Марш рівності»[28]
- 19 червня
  - Помер український письменник, кіномитець і громадський діяч, перший голова Народного руху України, Герой України Іван Драч[29].
  - Канада першою з G7 легалізувала марихуану[30].
  - В США в результаті озбройного нападу помер 20-річний репер Джасей Дуейн Онфрой, більш відомий як XXXTentacion[31]
  - В Києві пройшла масова протестна акція під будівлею Верховної Ради, у якій взяли участь близько 2 тисяч ветеранів Афганської війни, ліквідатори аварії на ЧАЕС, а також шахтарі з різних регіонів України[32]
- 22 червня
  - Генеральна Асамблея ООН схвалила резолюцію про виведення російських військ з придністровського регіону[33].
- 23 червня
  - У місті Дніпро вперше в історії України стартував етап Чемпіонату Європи з регбі-7 серед жінок у Дивізіоні «Трофі»[34].
- 24 червня
  - На президентських виборах у Туреччині переміг чинний голова держави Реджеп Ердоган[35]; на парламентських виборах[en] більшість здобула провладна Партія справедливості та розвитку.
  - Жінкам у Саудівській Аравії дозволили кермувати автомобілем[36].
  - У Львівській області в результаті нападу на стихійний табір ромів одна людина загинула, четверо травмовані[37].
- 25 червня
  - Українська компанія Effa ввійшла до п'ятірки кращих стартапів світу в сфері клімату на конкурсі в Німеччині[38].
- 26 червня
  - Українська спортсменка Христина Погранична на 10-му Міжнародному турнірі з художньої гімнастики в Туреччині здобула п'ять золотих медалей[39].
- 27 червня
  - Японський космічний зонд «Хаябуса-2» долетів до астероїда Рюґу, щоб зібрати зразки, які можуть дати підказки про народження Сонячної системи та походження життя[40].
- 28 червня
  - День Конституції України; святковий день в Україні[41].
  - На 85-му році життя помер найтитулованіший американський письменник-фантаст, лауреат премії Гросмейстер фантастики та десятків інших премій Гарлан Еллісон[42].